# John B. Kelly, Sr.
John Brendan Kelly, Sr., conegut com a John B. Kelly, Sr. o simplement com a Jack Kelly, (Filadèlfia, Estats Units 1889 - íd. 1960) fou un remador nord-americà, un dels més destacats de la dècada del 1920.

## Biografia
Va néixer el 4 d'octubre de 1889 a la ciutat de Filadèlfia, població situada a l'estat de Pennsilvània, fill d'immigrants irlandesos i germà del dramaturg George Kelly.
Casat el 1924 amb Margaret Katherine Majer fou el pare del també remador i medallista olímpic John B. Kelly, Jr. i de l'actriu Grace Kelly, casada el 1956 amb el príncep Rainier III de Mònaco. Fou avi de Carolina de Mònaco, Albert II de Mònaco i Estefania de Mònaco, a la qual no conegué.
Morí el 20 de juny de 1960 a la seva residència de Filadèlfia.

## Carrera esportiva
Considerat un dels millors remadors del seu moment, destacà al llarg de la seva carrera per haver guanyat 126 carreres en la modalitat de scull individual. Va participar, als 30 anys, en els Jocs Olímpics d'Estiu de 1920 realitzats a Anvers (Bèlgica), on aconseguí guanyar dues medalles d'or en les proves de scull individual, on guanyà el britànic Jack Beresford a la final, i en la prova de doble scull al costat de Paul Costello. En els Jocs Olímpics d'Estiu de 1924 realitzats a París (França) únicament participà en la prova de doble scull al costat de Costello, aconseguint novament la victòria.